# Kemi Adekoya
Oluwakemi Adekoya, detta Kemi (Lagos, 16 gennaio 1993), è una velocista e ostacolista nigeriana naturalizzata bahreinita, campionessa mondiale indoor dei 400 metri piani a Portland 2016.

## Biografia
Nel gennaio del 2019 è stata sospesa perché trovata positiva allo stanozololo a seguito di un controllo effettuato nel novembre 2018. Gli sviluppi di questa vicenda hanno portato alla squalificata per 4 anni dell'atleta con conseguente cancellazione dei risultati ottenuti durante i Giochi asiatici 2018.

## Palmarès
| Anno                          | Manifestazione             | Sede           | Evento        | Risultato  | Prestazione | Note                                 |
| ----------------------------- | -------------------------- | -------------- | ------------- | ---------- | ----------- | ------------------------------------ |
| In rappresentanza del Bahrein |                            |                |               |            |             |                                      |
| 2014                          | Giochi asiatici            | Incheon        | 400 m piani   | Oro        | 51"59       |                                      |
| 2014                          | Giochi asiatici            | Incheon        | 400 m hs      | Oro        | 55"77       |                                      |
| 2015                          | Campionati asiatici        | Wuhan          | 400 m hs      | Oro        | 54"31       | Record dei campionati                |
| 2015                          | Mondiali                   | Pechino        | 400 m hs      | Batteria   | dq          |                                      |
| 2015                          | Giochi mondiali militari   | Mungyeong      | 400 m hs      | Oro        | 55"30       | Record dei Giochi                    |
| 2015                          | Giochi mondiali militari   | Mungyeong      | 4×400 m       | Bronzo     | 3'32"62     | Record nazionale                     |
| 2016                          | Campionati asiatici indoor | Doha           | 400 m piani   | Oro        | 51"67       |                                      |
| 2016                          | Campionati asiatici indoor | Doha           | 4×400 m       | Oro        | 3'35"07     |                                      |
| 2016                          | Mondiali indoor            | Portland       | 400 m piani   | Oro        | 51"45       | Record asiatico                      |
| 2016                          | Giochi olimpici            | Rio de Janeiro | 400 m piani   | Semifinale | 50"88       |                                      |
| 2018                          | Giochi asiatici            | Giacarta       | 400 m hs      | dq         | dq          |                                      |
| 2018                          | Giochi asiatici            | Giacarta       | 4×400 m mista | dq         | dq          |                                      |
| 2023                          | Mondiali                   | Budapest       | 400 m hs      | 4ª         | 53"09       | Record asiatico                      |
| 2023                          | Giochi asiatici            | Hangzhou       | 400 m piani   | Oro        | 50"66       |                                      |
| 2023                          | Giochi asiatici            | Hangzhou       | 400 m hs      | Oro        | 54"45       | Record dei Giochi                    |
| 2023                          | Giochi asiatici            | Hangzhou       | 4x400 m       | Oro        | 3'27"65     | Record dei Giochi · Record nazionale |
| 2023                          | Giochi asiatici            | Hangzhou       | 4x400 m mista | Oro        | 3'14"02     | Record dei Giochi                    |
| 2024                          | World Relays               | Nassau         | 4×400 m mista | Batteria   | dnf         |                                      |